# Tony Taylor (piłkarz)
Alejandro Antonio „Tony” Taylor Jr. (ur. 13 lipca 1989 w Long Beach) – panamski piłkarz z obywawtelstwem amerykańskim występujący na pozycji skrzydłowego, reprezentant Panamy.

## Kariera klubowa
Taylor urodził się w Long Beach w Kalifornii, jest synem panamskich imigrantów z prowincji Colón. Jego ojciec służył w United States Navy, w związku z czym rodzina często była zmuszona do przeprowadzek po całym kraju (mieszkali m.in. w Wirginii) – ostatecznie w 2003 roku osiedli na stałe w Jacksonville na Florydzie. Tam Taylor uczęszczał do Bishop Kenny High School i trenował piłkę nożną w młodzieżowych zespołach JYS SC i Jacksonville Jaguars SC. Później z powodzeniem występował w rozgrywkach uniwersyteckich – najpierw jako gracz drużyny South Florida Bulls z uczelni University of South Florida, skąd na drugim roku przeniósł się na Jacksonville University, gdzie reprezentował barwy Jacksonville Dolphins. W ligach uniwersyteckich imponował szybkością i kontrolą piłki, regularnie był powoływany do amerykańskich młodzieżowych reprezentacji. Równocześnie grał w zespole Central Florida Kraze na czwartym poziomie rozgrywkowym – USL Premier Development League, zaś w czerwcu 2009 w barwach amatorskiej drużyny Lynch's Irish Pub FC z Jacksonville wziął udział w rozgrywkach US Open Cup. W sierpniu 2009 przebywał na testach w norweskim IK Start.
We wrześniu 2009 Taylor podpisał umowę z grupą menedżerską Traffic Sports, która kilka miesięcy później umieściła gracza w portugalskim drugoligowcu GD Estoril Praia. Przez kolejne półtora roku pełnił tam jednak wyłącznie rolę rezerwowego, po czym udał się na wypożyczenie do innego klubu z drugiej ligi portugalskiej – stołecznego Atlético CP. W barwach lizbońskiej ekipy grał przez sześć miesięcy, będąc podstawowym piłkarzem, a po powrocie do Estoril – na koniec sezonu 2011/2012 – wywalczył awans do najwyższej klasy rozgrywkowej. W Primeira Liga zadebiutował 17 sierpnia 2012 w przegranym 1:2 spotkaniu z SC Olhanense, zaś pierwszego gola zdobył 30 marca 2013 w zremisowanej 1:1 konfrontacji z Moreirense FC. W sezonie 2012/2013 zajął z Estoril wysokie, piąte miejsce w tabeli (dające awans do Ligi Europy UEFA), jednak w taktyce trenera Marco Silvy był tylko rezerwowym i klub zdecydował się nie przedłużać z nim kontraktu.
W lipcu 2013 Taylor jako wolny zawodnik dołączył do cypryjskiej Omonii Nikozja. W tamtejszej Protathlima A’ Kategorias zadebiutował 31 sierpnia 2013 w przegranym 1:3 meczu z Anorthosisem, a pierwsze bramki strzelił 26 października tego samego roku w wygranym 6:0 pojedynku z Doxa Katokopia, dwukrotnie wpisując się na listę strzelców. W sezonie 2013/2014 zajął z Omonią piąte miejsce w lidze – mimo regularnych występów był jednak niemal wyłącznie rezerwowym zespołu. W sierpniu 2014 powrócił do ojczyzny, zostając graczem New England Revolution. W jego barwach 23 sierpnia w wygranym 1:0 spotkaniu z Chivas USA zadebiutował w Major League Soccer i był to zarazem jego jedyny występ w barwach Revolution. W sezonie 2014 dotarł z zespołem z Bostonu do finału MLS (MLS Cup), po czym w ramach MLS Expansion Draft przeniósł się do nowo założonego New York City FC. W kwietniu 2015 zerwał jednak więzadło krzyżowe, w wyniku czego musiał pauzować przez ponad pół roku. Po powrocie do zdrowia strzelił swojego pierwszego gola w MLS, 6 marca 2016 w wygranej 4:3 konfrontacji z Chicago Fire, a barwy nowojorskiego klubu reprezentował ogółem przez dwa lata – na koniec sezonu klub nie złożył mu propozycji nowej umowy.
W styczniu 2017 Taylor powrócił do Portugalii, podpisując kontrakt z FC Paços de Ferreira. Tam spędził pół roku jako głęboki rezerwowy (zajął trzynaste miejsce w lidze), po czym został zawodnikiem amerykańskiego drugoligowca Jacksonville Armada FC. W ekipie ze swojego rodzinnego miasta występował w rozgrywkach North American Soccer League również przez sześć miesięcy, nie odnosząc poważniejszych sukcesów. W lutym 2018 podpisał umowę z kanadyjskim Ottawa Fury FC, grającym na drugim szczeblu rozgrywkowym – United Soccer League.

## Kariera reprezentacyjna
W marcu 2009 Taylor został powołany przez Thomasa Rongena do reprezentacji Stanów Zjednoczonych U-20 na Mistrzostwa Ameryki Północnej U-20. Podczas turnieju rozgrywanego na Trynidadzie i Tobago pełnił rolę rezerwowego, rozgrywając dwa z pięciu możliwych spotkań (z czego jedno w wyjściowym składzie) i strzelił gola w meczu fazy grupowej z Salwadorem (2:0). Jego kadra dotarła wówczas do finału rozgrywek, ulegając w nim Kostaryce (0:3). Sześć miesięcy później znalazł się w składzie na Mistrzostwa Świata U-20 w Egipcie, gdzie z kolei miał pewne miejsce w formacji ofensywnej. Wystąpił wówczas we wszystkich trzech meczach od pierwszej minuty i strzelił bramkę w konfrontacji z Kamerunem (4:1), natomiast Amerykanie odpadli z młodzieżowego mundialu już w fazie grupowej.
W marcu 2012 Taylor znalazł się w ogłoszonym przez Caleba Portera składzie olimpijskiej reprezentacji Stanów Zjednoczonych U-23 na północnoamerykański turniej kwalifikacyjny do Igrzysk Olimpijskich w Londynie. Tam nie zanotował żadnego występu, a jego zespół zakończył swój udział w rozgrywkach na fazie grupowej i nie awansował na igrzyska.
W późniejszych latach dysponujący podwójnym obywatelstwem Taylor zdecydował się na reprezentowanie na seniorskim szczeblu Panamy – kraju pochodzenia swoich rodziców. W październiku 2016 otrzymał od FIFA pozwolenie na zmianę barw narodowych. W reprezentacji Panamy zadebiutował za kadencji selekcjonera Hernána Darío Gómeza, 15 listopada 2016 w zremisowanym 0:0 spotkaniu z Meksykiem w ramach eliminacji do Mistrzostw Świata w Rosji. W styczniu 2017 został powołany na turniej Copa Centroamericana, gdzie rozegrał dwa z pięciu możliwych spotkań (z czego jedno w wyjściowej jedenastce), natomiast Panamczycy – będący wówczas gospodarzem – uplasowali się na drugim miejscu.